# Septmoncel les Molunes

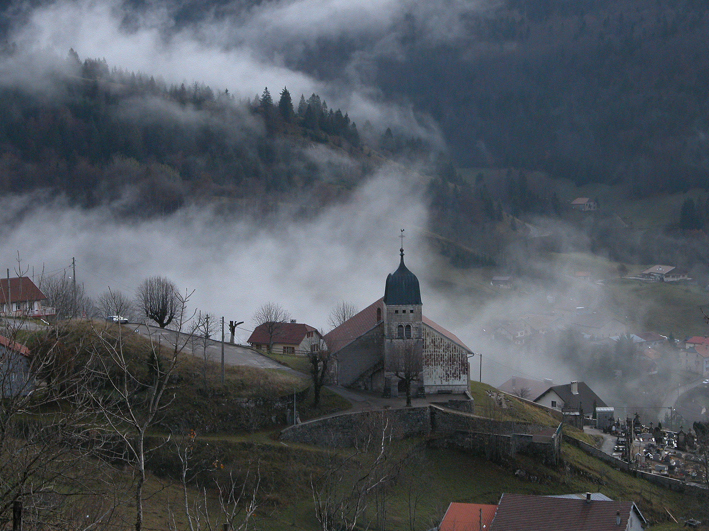
Die Kirche von Septmoncel les Molunes (2007)

Septmoncel les Molunes ist eine Gemeinde im französischen Département Jura in der Region Bourgogne-Franche-Comté. Sie gehört zum Kanton Coteaux du Lizon im Arrondissement Saint-Claude. 
Sie entstand als Commune nouvelle mit Wirkung vom 1. Januar 2017, indem die bisherigen Gemeinden Septmoncel und Les Molunes durch ein Dekret vom 15. Dezember 2016 zusammengelegt wurden. Sie sind seither Communes deleguées. Septmoncel ist der Hauptort (Chef-lieu).

## Gemeindegliederung
| Ortsteil                     | ehemaliger INSEE-Code | Fläche (km²) | Einwohnerzahl (2019) | Dichte (Einw. je km²) |
| ---------------------------- | --------------------- | ------------ | -------------------- | --------------------- |
| Les Molunes                  | 39341                 | 20,51        | 131                  | 06,4                  |
| Septmoncel (Verwaltungssitz) | 39510                 | 19,40        | 669                  | 34,5                  |

## Geographie
Die Gemeinde grenzt im Nordwesten an Saint-Claude, im Nordosten an Lamoura, im Osten an Lajoux und Mijoux, im Süden an Lélex und Bellecombe, im Südwesten an Les Moussières und im Westen an Villard-Saint-Sauveur.